# Albumy numer jeden w roku 2018 (Węgry)
Rok 2018 był dwudziestym dziewiątym, w którym funkcjonowała lista najlepiej sprzedających się albumów na Węgrzech, Top 40 album-, DVD- és válogatáslemez-lista.

## Historia notowania
| Data publikacji | Album                                   | Wykonawca                 | Źródło |
| --------------- | --------------------------------------- | ------------------------- | ------ |
| 29 grudnia      | Aréna Koncert                           | Tankcsapda                | [ 1 ]  |
| 5 stycznia      | Aréna Koncert                           | Tankcsapda                | [ 2 ]  |
| 12 stycznia     | Arany                                   | Ákos                      | [ 3 ]  |
| 19 stycznia     | Nyárutó                                 | Dalriada                  | [ 4 ]  |
| 26 stycznia     | Szintirock - Dupla Aréna 2016           | Ákos                      | [ 5 ]  |
| 2 lutego        | 33. - Dalok a testnek, dalok a léleknek | Edda Művek                | [ 6 ]  |
| 9 lutego        | 33. - Dalok a testnek, dalok a léleknek | Edda Művek                | [ 7 ]  |
| 16 lutego       | 33. - Dalok a testnek, dalok a léleknek | Edda Művek                | [ 8 ]  |
| 23 lutego       | 33. - Dalok a testnek, dalok a léleknek | Edda Művek                | [ 9 ]  |
| 2 marca         | 33. - Dalok a testnek, dalok a léleknek | Edda Művek                | [ 10 ] |
| 9 marca         | 33. - Dalok a testnek, dalok a léleknek | Edda Művek                | [ 11 ] |
| 16 marca        | 33. - Dalok a testnek, dalok a léleknek | Edda Művek                | [ 12 ] |
| 23 marca        | 33. - Dalok a testnek, dalok a léleknek | Edda Művek                | [ 13 ] |
| 30 marca        | Kilenc                                  | Kowalsky meg a Vega       | [ 14 ] |
| 6 kwietnia      | A tökéletesség hibája                   | Road                      | [ 15 ] |
| 13 kwietnia     | Örökfekete                              | Kalapács                  | [ 16 ] |
| 20 kwietnia     | A tökéletesség hibája                   | Road                      | [ 17 ] |
| 27 kwietnia     | Nyitott szívvel                         | Ossian                    | [ 18 ] |
| 4 maja          | Nyitott szívvel                         | Ossian                    | [ 19 ] |
| 11 maja         | PMXV                                    | Punnany Massif            | [ 20 ] |
| 18 maja         | PMXV                                    | Punnany Massif            | [ 21 ] |
| 25 maja         | PMXV                                    | Punnany Massif            | [ 22 ] |
| 1 czerwca       | PMXV                                    | Punnany Massif            | [ 23 ] |
| 8 czerwca       | PMXV                                    | Punnany Massif            | [ 24 ] |
| 15 czerwca      | PMXV                                    | Punnany Massif            | [ 25 ] |
| 22 czerwca      | PMXV                                    | Punnany Massif            | [ 26 ] |
| 29 czerwca      | Élet a Marson                           | Honeybeast                | [ 27 ] |
| 6 lipca         | Élet a Marson                           | Honeybeast                | [ 28 ] |
| 13 lipca        | Strand Fesztivál 2018                   | różni wykonawcy           | [ 29 ] |
| 20 lipca        | Strand Fesztivál 2018                   | różni wykonawcy           | [ 30 ] |
| 27 lipca        | Strand Fesztivál 2018                   | różni wykonawcy           | [ 31 ] |
| 3 sierpnia      | Kilenc                                  | Kowalsky meg a Vega       | [ 32 ] |
| 10 sierpnia     | Kilenc                                  | Kowalsky meg a Vega       | [ 33 ] |
| 17 sierpnia     | Strand Fesztivál 2018                   | różni wykonawcy           | [ 34 ] |
| 24 sierpnia     | Strand Fesztivál 2018                   | różni wykonawcy           | [ 35 ] |
| 31 sierpnia     | Nyitott szívvel                         | Ossian                    | [ 36 ] |
| 7 września      | Nyitott szívvel                         | Ossian                    | [ 37 ] |
| 14 września     | A tökéletesség hibája                   | Road                      | [ 38 ] |
| 21 września     | Hazatalál                               | Ákos                      | [ 39 ] |
| 28 września     | Hazatalál                               | Ákos                      | [ 40 ] |
| 5 października  | Hazatalál                               | Ákos                      | [ 41 ] |
| 12 października | Hazatalál                               | Ákos                      | [ 42 ] |
| 19 października | Hazatalál                               | Ákos                      | [ 43 ] |
| 26 października | Helldorado újratöltve                   | Ganxsta Zolee és a Kartel | [ 44 ] |
| 2 listopada     | Helldorado újratöltve                   | Ganxsta Zolee és a Kartel | [ 45 ] |
| 9 listopada     | Hazatalál                               | Ákos                      | [ 46 ] |
| 16 listopada    | 2012–2018                               | Tankcsapda                | [ 47 ] |
| 23 listopada    | 1989–1999                               | Tankcsapda                | [ 48 ] |
| 30 listopada    | 1989–1999                               | Tankcsapda                | [ 49 ] |
| 7 grudnia       | Aduász                                  | Magdolna Rúzsa            | [ 50 ] |
| 14 grudnia      | Jég hátán                               | Hooligans                 | [ 51 ] |
| 21 grudnia      | 44 év                                   | Edda Művek                | [ 52 ] |
| 28 grudnia      | 44 év                                   | Edda Művek                | [ 53 ] |